# Едо (місто)
Е́до (яп. 江戸, едо. «двері затоки», «естуарій») — історичне місто в Японії, центр Едоського сьоґунату. Стара назва сучасної японської столиці Токіо, особливо її центральної частини довкола Едоського замку. Відомі також помилкові іноземні транслітерації цього слова як Єдо або Єддо.

## Історія
Перша згадка про Едо датується 1457 роком, коли місцевий володар Ода Докан наказав звести поблизу берегів сучасної Токійської затоки невеликий замок у рибацькому селищі Едо.
З кінця 16 століття землі Едо увійшли до володінь Токуґави Іеясу, який у 1603 році заснував тут сьоґунат. Впродовж усього періоду Едо (1603—1867) місто відігравало роль політико-адміністративного центру Японії, хоча і поступалось за статусом столиці Кіото. За час свого існування Едо перетворилося з маленького поселення у одне з найбільших міст світу з населенням більше одного мільйона чоловік (1721).
Едо було поділене на два великі житлові масиви. В центрі міста височів замок сьоґунів Токуґава, на захід від якого простиралися садиби самураїв. На сході, вздовж річки Сумідаґава та призамкових ровів щільно тулилися будинки простолюдинів — міщан і купців.
Під час реставрації Мейдзі (1868) резиденція імператора була переміщена до Едо, а саме місто отримало нову назву «Токьо» (東京, «східна столиця»). У іноземній літературі нова назва міста була спотворена як «Токіо».
У 1943 році Токіо проголошено офіційною столицею країни.